# تدبير الصرع المعند على الأدوية
يُعرّف الصرع المعند على الأدوية (دي آر إي)، الذي يُسمى أيضًا الصرع المعند أو الصرع المقاوم للأدوية، أنه فشل التجربة العلاجية الملائمة لدوائين من مضادات الصرع جيدة التحمل ومختارين بعناية (سواء استخدما في المعالجة وحيدة الدواء أو المعالجة المشتركة) في تحقيق هجوع مستمر للنوب الصرعية. ينخفض احتمال نجاح الدواء المستخدم تاليًا مع كل فشل في أحد الأدوية؛ إذ تبلغ نسبة نجاح الدواء الثالث بعد فشل علاجين في تحقيق هجوع النوب 4%. يُشخص الصرع المعند على الأدوية عادةً بعد عدة سنوات يعاني فيها المريض من نوب غير مضبوطة، لكن أغلب الحالات تتضح باكرًا. يملك 30% من مرضى الصرع تقريبًا شكلًا معندًا على الأدوية.
من المهم البدء بعلاجات أخرى لضبط النوب الصرعية عندما يفشل نظامان دوائيان في تحقيق الهجوع، إذ يعد هذا ضروريًا للوقاية من أذية الدماغ الناجمة عن النوب الصرعية غير المضبوطة -خاصةً المقوية الرمعية المعممة- التي تزيد أيضًا من خطر الموت المفاجئ في الصرع (إس يو دي إي بّي)، إلى جانب الوقاية من العقابيل غير المباشرة مثل الإصابات الناجمة عن السقوط والحوادث والغرق ونوعية الحياة السيئة.
يحول الأطباء مرضى الصرع المعند مباشرةً إلى مراكز الصرع، التي يخضعون فيها إلى تقييم سابق للجراحة يحدد المرشحين منهم لجراحة الصرع. قد يوصى بتحفيز العصب المبهم و/أو اتباع حمية معينة عند المرضى غير المرشحين للجراحة أو الرافضين لها، أو من تفشل الجراحة لديهم في الحفاظ على فترة طويلة الأمد خالية من النوب.

## الجراحة
في جراحة الصرع، يمكن التمييز بين إجراءين، الاستئصال والقطع. في عملية الاستئصال، يُزال القسم المسبب للنوب الصرعية من الدماغ، أما في جراحة القطع، تُقطع الاتصالات العصبية التي تسمح بانتشار النوبة في الدماغ. تعد جراحة الصرع خيارًا متاحًا فقط عندما تكون المنطقة التي تسبب الصرع في الدماغ -التي تسمى البؤرة الصرعية- قابلةً للتحديد الدقيق وغير مسؤولة عن وظائف مهمة مثل اللغة. تُستخدم تقنيات تصوير عديدة في تحديد البؤرة الصرعية بدقة مثل المرنان المغناطيسي والتقنيات الوظيفية مثل تخطيط كهربائية قشرة الدماغ.

### استئصال الفص المخي
يعد صرع الفص الصدغي (تي إل إي) الذي تقع فيه البؤرة الصرعية في الفص الصدغي أحد أشيع أنواع الصرع لدى المراهقين والبالغين، لذلك تعد عملية استئصال الفص الصدغي أشيع جراحات الصرع، وفيها يُستأصل كامل الفصل الصدغي أو جزء منه فقط مثل الحصين أو اللوزة. يتخلص 40 إلى 60% من المرضى الخاضعين لاستئصال الفص الصدغي من النوبات الصرعية بشكل دائم. تعد الجراحة آمنةً جدًا إذ تبلغ نسبة الوفيات 0%، وتصل نسبة الاختلاطات العصبية إلى 3-7%.

### استئصال الآفة الدماغية
إذا كان مصدر النوب آفةً دماغيةً، مثل ندبة نسيجية ناجمة عن إصابة أو ورم أو تشوهات وعائية، يمكن استئصالها جراحيًا في هذه العملية.

### قطع الجسم الثفني
يعد قطع الجسم الثفني عمليةً تلطيفيةً للحالات الشديدة من الصرع. الجسم الثفني هو حزمة من الألياف العصبية التي تصل نصفي الدماغ ببعضهما، ويمكن قطعه لمنع انتشار النوب من أحد نصفي الكرتين المخيتين (نصف الدماغ) إلى النصف الآخر. تُجرى هذه العملية غالبًا على مرضى يعانون مما يسمى نوب السقوط التي تحمل خطرًا كبيرًا للإصابة ولم تُكشف لديهم بؤرة صرعية محددة. من النادر أن يؤدي قطع الجسم الثفني إلى هجوع النوب الصرعية، لكن في نصف الحالات تصبح نوب السقوط أقل شدة. يحمل قطع الجسم الثفني مقارنةً مع الإجراءات الأخرى خطورة تدهور المهارات اللغوية الدائم أو المؤقت. يتحسن الإنذار كلما كان المريض الخاضع للعملية أصغر سنًا.

### استئصال نصف الكرة المخية الوظيفي
يعد هذا الإجراء شكلًا حديثًا من عملية استئصال نصف الكرة المخية الجذري التي يُزال فيها نصف كرة المخ منعًا لانتشار النوب من أحد نصفي الكرتين إلى الأخرى. في الشكل الوظيفي من هذه العملية، يُزال جزء فقط من نصف الكرة المخية مع قطع الاتصالات مع النصف الآخر. تُجرى هذه العملية على عدد صغير من المرضى تحت سن الثالثة عشر ممن يعانون من ضرر شديد أو تشوه في أحد نصفي المخ، أو على المرضى المصابين بمتلازمة ستيرج ويبر أو التهاب راسموسن الدماغي. قد يحقق استئصال نصف الكرة المخية الوظيفي هجوعًا طويل الأمد للنوب الصرعية لدى أكثر من 80% من المرضى، لكن على حساب إصابتهم بالعمى الشقي والشلل النصفي. يبلغ معدل الوفيات 1-2% ويطور 5% من المرضى استسقاءً دماغيًا يحتاج علاجًا بالشنت الدماغي.

### التشطيب المتعدد تحت الأم الحنون (إم إس تي)
وهو إجراء تلطيفي يُجرى عندما تكون البؤر الصرعية قابلة للتحديد لكن صعبة الإزالة لأنها ترتبط وظيفيًا بمناطق دماغية تسمى المناطق البليغة. خلال عملية إم إس تي، تُقطع الألياف العصبية، ما يمنع النوب من الانتشارمن البؤر الصرعية إلى باقي الدماغ. ينخفض عدد النوب لدى 60-70% من المرضى بنسبة 95% بعد هذه العملية، ويصل معدل العجز العصبي الناجم عنها إلى 19%.

### تحفيز العصب المبهم
يشمل تحفيز العصب المبهم (في إن إس) زرع مولد شبيه بناظم الخطى تحت جلد الصدر يرسل نبضات كهربائيةً متقطعةً إلى العصب المبهم الأيسر في العنق. يوصل المبهم هذه النبضات إلى الدماغ، ويساعد هذا العلاج على تثبيط الانتشار الكهربائي المسبب للصرع. يزداد التأثير المضاد للصرع الناجم عن تحفيز المبهم خلال عدة أشهر: يحصل نصف المرضى الخاضعون لهذا الإجراء على نقص في النوب الصرعية بنسبة 50% بعد سنتين من العلاج، و75% بعد 10 سنوات. ومن ميزات هذه الطريقة أنها ترفع المزاج (لتحفيز المبهم تأثير قوي مضاد للاكتئاب وحصل على الموافقة لاستخدامه في علاج الاكتئاب في بعض البلدان) واليقظة ونوعية الحياة لدى أغلب المرضى بدرجة كبيرة خلال السنة الأولى من العلاج. يستطيع المرضى المستفيدون من هذا الإجراء إرسال تحفيز إضافي بأنفسهم باستخدام مغناطيس تحفيز المبهم عندما يلاحظون اقتراب حصول نوبة الصرع، ويبدو أن أغلب النوب يمكن إيقافها باستخدام هذا النمط من التحفيز وفق الحاجة.
تعد عملية زرع محفز العصب المبهم آمنةً جدًا: لم تُذكر أي حالة وفاة ناتجة عن هذه الجراحة، ولم تزد نسبة حالات العدوى المحتاجة للصادات في الجيب النسيجي الذي يحوي المولد عن 3%. التأثير الجانبي الأهم هو بحة الصوت أو تغيره، ويحدث الصداع والزلة التنفسية في حالات أقل. تحدث التأثيرات الجانبية في أغلب الحالات عند إرسال النبضة فقط (كل 3 إلى 5 دقائق غالبًا) وتنقص مع مرور الوقت. يجب على المرضى الاستمرار بتناول أدويتهم المضادة للصرع التي يمكن تخفيض جرعتها مع الزمن في حالات عديدة، وبذلك تخف معاناتهم من آثارها الجانبية. قد تستمر بطارية المولد بالعمل 3 إلى 10 سنوات وفقًا لنوعها وإعدادات الجهاز.

### تحفيز العصب المبهم المترافق مع تحديد النوب المتعلقة بنبض القلب
يزداد معدل نبض القلب سريعًا وبشكل مفاجئ مباشرةً قبل حدوث النوبة لدى 82% من مرضى الصرع. تُعرف هذه الظاهرة بتسرع القلب النشبي، وهي تختلف عن الازدياد التدريجي البطيء في معدل نبض القلب الذي يحدث خلال النشاط البدني. يمكن كشف هذه الحالة لدى أغلب مرضى النوب الصرعية باستخدام تخطيط كهربائية الدماغ. بالإضافة إلى محفز العصب المبهم الكلاسيكي، هناك مولدات جديدة تراقب معدل نبض القلب باستمرار وتحدد الازديادات المفاجئة والسريعة التي ترتبط بالنوب باستخدام برمجيات ذكية، وبذلك يمكن تحريض نبضة تحفيز إضافية تلقائية لإيقاف النوب أو الوقاية منها أو تخفيفها. أظهر هذا النوع الجديد من المولدات فعاليةً في كشف 4 من 5 نوب وعلاجها، ويبدو أنه يوقف 60% من النوب الصرعية باستخدام التحفيز المحرض وفق معدل نبض القلب. تنتهي النوب أسرع كلما بدأ التحفيز باكرًا خلالها، ويبدو أن النوب المعممة تنقص بنسبة 35% باستخدام تقنية التحفيز.